# 柔粘性結晶
柔粘性結晶(じゅうねんせいけっしょう、Plastic crystal)は、固体（結晶）と液体の中間状態の名称の一つである。同様の状態を成すものとして液晶がよく知られている。
柔粘性結晶は、3次元的な位置に規則性があるものの、粒子の配向に規則性がない状態とされ、一方の液晶は、粒子の配向に規則性があるものの、3次元的な位置に規則性のない状態とされる。
柔粘性結晶の代表的な化合物として、四塩化炭素やシクロヘキサン、フラーレンなどが挙げられる。
近年有機イオンで構成される柔粘性結晶相（柔粘性イオン結晶、Organic Ionic Plastic Crystals）が高いイオン伝導性、強誘電性、熱圧縮効果などを示すことから注目を集めている。